# Zbrodnie nacjonalistów ukraińskich w powiecie kowelskim
Zbrodnie nacjonalistów ukraińskich w powiecie kowelskim – zbrodnie nacjonalistów ukraińskich i miejscowego ukraińskiego chłopstwa (tzw. czerni) na głównie polskiej ludności cywilnej podczas rzezi wołyńskiej w powiecie kowelskim w dawnym województwie wołyńskim w okresie II wojny światowej.
Natężenie mordów w powiecie kowelskim to lipiec 1943 r. W 5 miejscowościach zginęło powyżej 100 osób, w tym w Gaju 600 Polaków. Na terenie powiatu kowelskiego ofiarą zbrodni padło 3747-3753 osób (ustalona, minimalna liczba ofiar). Polacy ginęli w 154 miejscowościach. Ponadto zginęło co najmniej 14 Czechów, 139 Żydów, 260 Ukraińców, 6 Rosjan. Ustalono 74 sprawców zbrodni. W co najmniej 22 przypadkach napadów Ukraińcy udzielili Polakom pomocy. Spalonych zostało co najmniej 2 kościoły i 3 kaplice. 
Zbrodnie głównie były dziełem UPA, wzmocnionej w marcu i kwietniu 1943 r. przez dezerterów z ukraińskiej policji, wspomaganej przez ukraińskich chłopów, samoobronę (SKW) i Służbę Bezpeky OUN-B. W niewielkim zakresie jako sprawców wskazuje się oddziały zbrojne melnykowców i bulbowców.
Ogółem nacjonaliści zniszczyli 62 osiedla polskie.

## Miejsca zbrodni i liczba ofiar
- Kowel - ofiarą nacjonalistów ukraińskich padło 44 Polaków, 1 Ukrainiec

### gmina Datyń
| Zbrodnie w miejscowościach | Ustalona (minimalna) liczba ofiar |
| -------------------------- | --------------------------------- |
| Doszno                     | 54 Polaków                        |
| Synowo                     | 15 Polaków i Ukraińców            |
| Wielimcze                  | 7 Polaków, 2 Rosjan               |
| Zamszany                   | Liczba ofiar nieznana             |

### gmina Górniki
| Zbrodnie w miejscowościach | Ustalona (minimalna) liczba ofiar |
| -------------------------- | --------------------------------- |
| Smolna                     | 3 Polaków                         |

### gmina Hołoby
| Zbrodnie w miejscowościach | Ustalona (minimalna) liczba ofiar |
| -------------------------- | --------------------------------- |
| Brzuchowicze               | 4 Polaków                         |
| Byteń                      | 2 Polaków, 2 Ukraińców            |
| Dementjanówka              | 2 Polaków                         |
| majątki Gończy Bród        | 14 Polaków, 1 Rosjanin            |
| wieś Gończy Bród           | 5 Polaków                         |
| Hołoby                     | 14 Polaków, 24 Żydów              |
| Kalinownik                 | Liczba ofiar nieustalona          |
| Majdan                     | 1 Polak                           |
| Makowiszcze                | 2 Polaków                         |
| Mały Porsk                 | 6 Polaków                         |
| Nowa Dąbrowa               | 15 Polaków                        |
| Pasieka                    | 1 Polak                           |
| Peresieka                  | 2 Polaków                         |
| Popowicze                  | 10 Polaków                        |
| Radoszyn                   | 13 Polaków                        |
| Stachów                    | 83 Polaków                        |
| Żmudcze                    | 52 Polaków                        |

### gmina Krymno
| Zbrodnie w miejscowościach | Ustalona (minimalna) liczba ofiar |
| -------------------------- | --------------------------------- |
| Krymno                     | 40 Polaków                        |

### gmina Kupiczów
| Zbrodnie w miejscowościach | Ustalona (minimalna) liczba ofiar                     |
| -------------------------- | ----------------------------------------------------- |
| Adamówka                   | 64 Polaków                                            |
| Aleksandrówka              | 80 Polaków, 4-osobowa rodzina polsko-czeska, 1 Gruzin |
| Aleksandrówka-Holendry     | 7 Polaków                                             |
| Antonówka                  | 18 Polaków                                            |
| Berestowa                  | 5 Polaków                                             |
| Budki                      | 35 Polaków                                            |
| Czernijów                  | 15 Polaków, 1 Ukrainiec                               |
| Dażwa                      | 3 Polaków                                             |
| Kupiczów                   | 2 Polaków, 14 Żydów, 14 Czechów                       |
| Leżachów                   | 6 Polaków                                             |
| Łowiszcze                  | 20 Polaków                                            |
| Michałówka                 | 58 Polaków                                            |
| Miedzików                  | 7 Polaków                                             |
| Moczułki                   | 17 Polaków                                            |
| majątek Nowy Dwór          | 36 Polaków                                            |
| wieś Nowy Dwór             | 2 Polaków                                             |
| majątek Nyry               | Liczba ofiar nieznana                                 |
| wieś Nyry                  | 1 Polak                                               |
| Ozierany                   | 22 Polaków                                            |
| Peresieka                  | 6 Polaków                                             |
| Popielówka                 | 1 Polak, 3-osobowa rodzina polsko-ukraińska           |
| Sieniawka                  | 20 Polaków                                            |
| Suszybaba                  | 8 Polaków                                             |
| Swinarzyn                  | 36 Polaków                                            |
| Wiktorówka                 | 102 Polaków                                           |
| Wołosówka                  | Liczba ofiar nieznana                                 |

### gmina Lubitów
| Zbrodnie w miejscowościach | Ustalona (minimalna) liczba ofiar           |
| -------------------------- | ------------------------------------------- |
| Bielin                     | 4 Polaków                                   |
| Budyszcze                  | 8 Polaków                                   |
| Gruszówka                  | 29 Polaków                                  |
| Janówka                    | 48-49 Polaków                               |
| Kajetanówka                | Liczba ofiar nieznana                       |
| Kołodeżno                  | 11 Polaków                                  |
| Lubitów                    | 1 Polak, 4-osobowa rodzina polsko-ukraińska |
| Marianówka                 | 4 Polaków                                   |
| Peresieka                  | Liczba ofiar nieznana                       |
| Piórkowicze                | 12 Polaków                                  |
| Radoml                     | 43-48 Polaków                               |
| majątek Rokitnica          | Liczba ofiar nieznana                       |
| wieś Rokitnica             | 1 Polak                                     |
| Steble                     | 3 Polaków                                   |
| Wołoszki                   | 6 Polaków                                   |
| Woronna                    | Liczba ofiar nieznana                       |
| Worona                     | 7 Polaków                                   |

### gmina Maciejów
| Zbrodnie w miejscowościach | Ustalona (minimalna) liczba ofiar |
| -------------------------- | --------------------------------- |
| Maciejów                   | 8 Polaków                         |
| Siomaki                    | 36 Polaków                        |
| Smidyn                     | 4 Polaków                         |

### gmina Maniewicze
| Zbrodnie w miejscowościach | Ustalona (minimalna) liczba ofiar |
| -------------------------- | --------------------------------- |
| Czerewacha                 | 80 Polaków                        |
| Dobrowica                  | 1 Polak                           |
| Gródek                     | 2 Żydów                           |
| Laski                      | 42 Polaków                        |
| Łosze                      | 4 Polaków                         |
| Majdan                     | 16 Polaków                        |
| osada Maniewicze           | 5 Polaków                         |
| wieś Maniewicze            | 1 Polak                           |
| Okońsk                     | 7 Polaków                         |
| Podiwanówka                | 24 Polaków                        |

### gmina Niesuchojeże
| Zbrodnie w miejscowościach | Ustalona (minimalna) liczba ofiar |
| -------------------------- | --------------------------------- |
| Dorotyszcze                | 1 Polak, 12 Ukraińców             |
| Grabów                     | 12 Polaków                        |
| Huszyn                     | 2 Polaków                         |
| Myślina                    | 30 Polaków, 16 Żydów              |
| Niesuchojeże               | 1 Ukrainiec                       |
| Obłapy                     | Liczba ofiar nieznana             |
| Skulin                     | 1 Polak                           |

### gmina Powórsk
| Zbrodnie w miejscowościach | Ustalona (minimalna) liczba ofiar                     |
| -------------------------- | ----------------------------------------------------- |
| Cegielnia                  | 24 Polaków, 1 Żyd                                     |
| Dubniki                    | 10 Polaków                                            |
| Górno                      | 4 Polaków                                             |
| Hrywiatki                  | 6 Polaków                                             |
| Hulewicze                  | 20 Polaków                                            |
| Koleszów                   | 4 Polaków                                             |
| Koźlenicze                 | 20 Polaków                                            |
| Krzeczewicze               | 8 Polaków                                             |
| Łukówka                    | 8 Polaków                                             |
| Powórsk                    | 29 Polaków, 4 Żydów                                   |
| Sitowicze                  | 14 Polaków                                            |
| Ratno                      | 1 Polak, liczba ofiar narodowości żydowskiej nieznana |

### gmina Siedliszcze
| Zbrodnie w miejscowościach             | Ustalona (minimalna) liczba ofiar |
| -------------------------------------- | --------------------------------- |
| Czeremszanka                           | 163 Polaków                       |
| gajówka pomiędzy wsiami Myzowo i Sekoń | 4 Polaków, 1 Rosjanin             |
| kolonia Piaseczno                      | 94 Polaków                        |
| wieś Piaseczno                         | Liczba ofiar nieznana             |
| Pieńkówka                              | 8 Polaków                         |
| Sekoń                                  | 6 Polaków                         |
| Wyżwa                                  | 16 Ukraińców                      |

### gmina Stare Koszary
| Zbrodnie w miejscowościach | Ustalona (minimalna) liczba ofiar |
| -------------------------- | --------------------------------- |
| Kleczkowicze               | 1 Polak                           |
| Klewieck                   | 2 Ukraińców                       |
| majątek Lubliniec          | 3 Polaków                         |
| wieś i kolonia Lubliniec   | 1 Polak                           |
| Rudniki                    | 21 Polaków                        |
| Różyn                      | 6 Polaków, 4 Ukraińców            |
| Truskoty                   | 14 Polaków                        |

### gmina Turzysk
| Zbrodnie w miejscowościach | Ustalona (minimalna) liczba ofiar |
| -------------------------- | --------------------------------- |
| Batyń                      | 9 Polaków                         |
| Bobły                      | 4 Polaków                         |
| Budy Ossowskie             | 289 Polaków                       |
| Dąbrowa                    | 5 Polaków                         |
| Dobrzyńsk                  | 14 Polaków                        |
| Hirki                      | 1 Polak                           |
| Julianów                   | 13 Polaków                        |
| Klusk                      | 9 Polaków                         |
| Kowalówka                  | 21 Polaków, 1 Ukrainiec           |
| Kustycze                   | 53 Polaków                        |
| Lityn                      | 73 Polaków, 6 Ukraińców           |
| Łuczyce                    | 4 Polaków, 1 Ukrainiec            |
| Obeniże                    | 44 Polaków                        |
| Osiecznik                  | 43 Polaków, 8 Ukraińców           |
| Ossa                       | 4 Polaków                         |
| Radowicze                  | 37 Polaków                        |
| Rewuszki                   | 22 Polaków                        |
| Stawek                     | 2 Polaków                         |
| Syczycha                   | 1 Polak                           |
| Tuliczów                   | 4 Żydów                           |
| Turzysk                    | 8 Polaków                         |
| Turzysk Przedmieście       | 1 Polak                           |
| kolonia Wierbiczno         | 84 Polaków                        |
| wieś i majątek Wierbiczno  | 10 Polaków                        |
| Wólka Wierbiczańska        | 5 Polaków                         |
| Zadyby                     | 2 Polaków                         |
| Zielona                    | 2 Polaków                         |

### gmina Wielick
| Zbrodnie w miejscowościach | Ustalona (minimalna) liczba ofiar    |
| -------------------------- | ------------------------------------ |
| Dembówka                   | 6 Polaków                            |
| Duży Porsk                 | 7 Polaków                            |
| Gaj                        | 600 Polaków, 1 Ukrainiec             |
| Iwanówka                   | 10 Polaków                           |
| Janówka                    | 12 Polaków, 1 Ukrainiec              |
| Kaszówka                   | 5 Ukraińców                          |
| Kuchary                    | 15 Polaków                           |
| Litogoszcze                | 16 Ukraińców                         |
| kolonia Mielnica           | 40 Polaków                           |
| miasteczko Mielnica        | 105 Polaków, 1 Ukraińców             |
| Miryn                      | 10 Polaków                           |
| Podlisy                    | 2 osoby z rodziny polsko-ukraińskiej |
| Podryże                    | 97 Polaków                           |
| Rudka Miryńska             | 1 Polak                              |
| Sielce                     | 2 Polaków                            |
| Skalenica                  | 43 Polaków                           |
| Sucha Łoza                 | 71 Polaków, 2 Ukraińców              |
| Wielick                    | 47 Polaków, 4 Żydów                  |
| kolonia Wólka Porska       | 21 Polaków                           |

### gmina Zabłocie
| Zbrodnie w miejscowościach | Ustalona (minimalna) liczba ofiar |
| -------------------------- | --------------------------------- |
| Zabłocie                   | 1 Polak                           |

### Zbrodnie w nieustalonych miejscach
W nieustalonych miejscach powiatu kowelskiego zginęło również co najmniej 40 Polaków, 181 Ukraińców, 70 Żydów, 3 Rosjan.

## Kierownictwo terenowe OUN-B w powiecie kowelskim
| Funkcja                      | Imię, nazwisko i pseudonim | Okres działalności |
| ---------------------------- | -------------------------- | ------------------ |
| przewodniczący okręgu        | Kulisz "Jaszczur"          | 1942-1943          |
| przewodniczący okręgu        | Hryhoryj Lewczuk "Burlij"  | 1943-1944          |
| okręgowy referent SB w Kowlu | Iwan Demczuk "Gonta"       | 1943-1944          |
| okręgowy referent SB         | Andrij Michalewycz "Kos"   | 1943               |
| kuszczowy bojówki w Turzysku | Iwan Wasyliuk "Metełyk"    |                    |